# Corondas
Los corondas, corondás o corundíes fueron un pueblo indígena que a la llegada de los primeros exploradores españoles en el siglo XVI se hallaba en Argentina en el centro-sur de la provincia de Santa Fe sobre el río Paraná y en torno a la laguna Coronda. Sus descendientes actuales viven en la localidad de Coronda del departamento San Jerónimo.

## Características
Formaban parte del grupo de los chaná-timbúes (o grupo del Litoral), los que geográficamente se agrupaban en: 
- septentrionales: mepenes y mocoretaes
- centrales: calchines, quiloazas, corondas, timbúes y carcaraes
- meridionales: chanaes y mbeguaes

Se los cree emparentados con los guaicurúes ya que sus restos arqueológicos evidencias influencias amazónicas. Diversas fuentes coloniales los mencionan como altos y bien formados, se sabe que superaban los 1,70 m de talla promedio. Estos pueblos eran posiblemente el producto de reiterados mestizajes y aculturaciones entre pámpidos y láguidos.
Eran seminómades o semisedentarios y básicamente cazadores-recolectores y pescadores. Piezas de su alfarería se conservan en el Museo Municipal de Coronda.
Generalmente se considera que integraban la familia lingüística de los arahuacos.

## Historia
El cronista de la expedición del adelantado Pedro de Mendoza, Ulrico Schmidl, describió a los corondás que encontraron de viaje al Paraguay en 1536 en su obra Viaje al Río de la Plata, llamándolos karendos y carendes:

Así, pues, partimos del puerto Bon Esperainso con los dichos 8 navíos parckhadienes, y el primer día, a las 4 leguas de camino, llegamos a una nación con el nombre de karendos. Ellos se mantienen de carne y pescado, son fuertes de 12.000 hombres, todos aptos para la pelea. Esta nación se parece a la anterior, es decir, a los tiembú, usan estrellitas en las narices, y son bien formados de cuerpo; las mujeres son horrorosas, viejas y mozas, con las caras arañadas y siempre ensangrentadas; visten, como los tiembú, un corto paño de algodón que las cubre del ombligo a las rodillas, como ya se dijo antes. Estos indios tienen gran copia de pieles de nutria; muchas cannaon o esquifes. Ellos se compartieron con nosotros de su pobreza, como ser, carne, pescado; nosotros les dimos abalorios, rosarios, espejos, peines, cuchillos; 2 días permanecimos con ellos, y nos dieron 2 carios cautivos que eran de ellos: éstos deberían servirnos de baqueanos y ayudarnos con la lengua (...) mas se hallan a unas 30 millas de camino de los carendes; hablan una sola lengua con los tiembú y carendes;

La Historia general y natural de las Indias, islas y tierra firme del mar océano fue publicada por Gonzalo Fernández de Oviedo en partes entre 1535 y 1557 con una relación sobre los earindas:

Adelante desta generaçion hay otra gente que llaman los de Earinda, é mas adelante, á par de una laguna y dentro en ella vive una gente llamada quiloaces...

## Descendientes actuales
El 18 de enero de 2011 el gobierno de la provincia de Santa Fe inscribió a la Comunidad Aborigen Corunda de etnia corundí en el Registro Especial de Comunidades Aborígenes del Instituto Provincial de Aborígenes Santafesinos-, reconociendola como persona jurídica.